# KSV Waregem
Koninklijke Sportvereniging Waregem, zkráceně KSV Waregem, byl belgický fotbalový klub z města Waregem, který existoval v letech 1925 až 2001. Dresy byly červené a bílé.
Hrál tři období na nejvyšší úrovni v systému belgické fotbalové ligy, každé oddělené jednou sezónou na druhé úrovni: od roku 1966 do roku 1972, od roku 1973 do roku 1994 a v ročníku 1995-96. Jejich nejlepší umístění bylo dosaženo v letech 1968, 1985 a 1993, kdy skončili čtvrtí.

## Historie
Waereghem Sportif (ve francouzštině) byl založen v roce 1925 ve Waregemu, Západní Flandry, poté změnil svůj název na Waregem Sportief (jeho nizozemský překlad) v roce 1945. O rok později se klub sloučil s Red Star Waregem a stal se SV Waregem. Nový tým se stal členem národního svazu ve stejném roce a bylo mu přiděleno imatrikulační číslo 4451. V roce 1951 získal klub právo být nazýván královským (nizozemsky Koninklijk), což bylo v té době uděleno každému týmu založenému před 25 lety.
KSV Waregem se stal prvním týmem z Waregemu, který hrál v druhé divizi v roce 1963. V roce 1966 vstoupil do první divize a dlouho na této úrovni zůstal (s výjimkou let 1972–73 a 1994–95). Dokonce vyhrál pohár v roce 1974. V Poháru UEFA 1985-86 se dostal do semifinále, kde je zastavil 1. FC Köln. V roce 1996 Waregem sestoupil do druhé ligy, kde zůstal až do roku 1999 (kdy sestoupil do třetí divize). V roce 2001 se kvůli finančním problémům klub musel sloučit se Zultse VV a ponechat si jejich matriku (č. 5381). Nový klub se pojmenoval SV Zulte Waregem a hraje na stadionu, na kterém hrával KSV Waregem.

## Úspěchy
Belgický pohár: 1974